# 1834 en philosophie
Chronologie de la philosophie
- 1830
- 1831
- 1832
- 1833
- 1834
- 1835
- 1836
- 1837
- 1838

L’année 1834 a été marquée, en philosophie, par les événements suivants :

## Naissances
- 16 février : Ernst Haeckel, philosophe et libre penseur allemand, mort en 1919.

## Décès
- 12 février : Friedrich Schleiermacher, théologien et philosophe allemand, né en 1768.